# Karelische berenhond
De Karelische berenhond is een hondenras, behorend tot het Scandinavische type keeshonden van het oertype. Het land van herkomst is Finland. Hij is een jager op groot wild.

## Uiterlijk
De schofthoogte van reuen is ongeveer 54-60 centimeter en van teven ongeveer 49-55 centimeter. De ideale hoogte van reuen is 57-58 cm en van teven 51-53 cm.
De Karelische berenhond heeft een korte, rechte stugge vacht met een zachte, dichte ondervacht, die weinig verzorging behoeft. Hij is altijd zwart met wit. Zwarte spikkels in het wit zijn niet gewenst. Hij heeft spits opstaande oren.

## Aard
Het is een gevoelige, maar ook zelfstandige hond die dominant kan zijn. Tegelijkertijd hecht hij ook aan zijn eigen gezin en mensen die er vaak over de vloer komen horen daar volgens hem ook bij. Dat maakt hem als waakhond niet erg geschikt.

## Sociaal
De dominantie komt wel tot uiting tegenover zijn soortgenoten. Hij is beslist niet bang om te vechten, maar als hij van begin af aan samen met andere huisdieren wordt opgevoed en goed door zijn baas wordt begeleid, geeft dat over het algemeen geen problemen.

## Verzorging
De Karelische berenhond wordt tot de poolhonden gerekend en kan dus prima in een buitenkennel verblijven, mits hij dagelijks ruim de gelegenheid krijgt om uit te rennen en te spelen. Hij kan ook met relatief weinig voedsel toe om in conditie te blijven.